# San Biagio
För andra betydelser, se San Biagio (olika betydelser).
San Biagio är en kyrkobyggnad i närheten av Montepulciano, helgad åt den helige Blasius. Kyrkan ritades av Antonio da Sangallo den äldre, som fann inspiration i Santa Maria delle Carceri i Prato. San Biagio uppfördes mellan 1518 och 1567.